# Alexander Bell Patterson
Pour les articles homonymes, voir Alexander Paterson et Patterson.
Alexander Bell Patterson (22 avril 1911-2 avril 1993) est un homme politique canadien de la Colombie-Britannique. Il est député fédéral créditiste de la circonsription britanno-colombienne de Fraser Valley de 1953 à 1958 et de 1962 à 1968, ainsi que de député progressiste-conservateur de Fraser Valley East de 1972 à 1984.
Il est chef intérimaire du Parti Crédit social du Canada de mars 1967 à juin 1968.

## Biographie
Né à Raymore en Saskatchewan, Patterson grandit dans une ferme avant de s'établir à Portage la Prairie pour travailler comme épicier. Il fréquente ensuite la Leadership Training School de l'Armée du salut à Toronto. 
De 1935 à 1953, il dirige des églises en tant que ministre de l'Église du Nazaréen en Colombie-Britannique. 
Député créditiste sur la scène fédérale, il tente de prendre la direction du parti lors de la course à la direction (en) de 1961, mais se désiste avant le premier tour de scrutin.
Nommé chef intérimaire à la suite du départ de Robert N. Thompson qui protestait contre le manque de soutien financier des ailes albertaine et britanno-colombienne créditiste, Patterson voit alors l'ancien chef Thompson ravir l'investiture progressiste-conservatrice, ainsi que le député Bud Olson (en), se rallier aux Libéraux en vue des élections de 1968. Avec un caucus de maintenant trois députés, tous perdent leur siège lors de l'élection.
Patterson meurt à Abbotsford (Colombie-Britannique) en Colombie-Britannique en avril 1993 à l'âge de 81 ans